# My Lady Jane
My Lady Jane è una serie televisiva britannica in 8 episodi pubblicata su Prime Video il 27 giugno 2024 e ispirata all'omonimo romanzo del 2016 di Jodi Meadows.
La serie, ambientata in una versione ucronica-fantasy del Periodo Tudor, racconta la vita di Lady Jane Grey, regina d'Inghilterra e d'Irlanda per nove giorni dal 10 al 19 luglio 1553, quando fu deposta e condannata a morte da Maria I, ipotizzandone la sopravvivenza e la determinazione nello scrivere il proprio destino.
Il 16 agosto 2024 la serie viene cancellata da Amazon dopo un'unica stagione, nonostante le recensioni quasi totalmente positive. In risposta, i fan hanno dato vita a una serie di iniziative tese a ottenere il salvataggio della serie, fra cui una petizione su Change, la creazione di un sito web e la diffusione dell'hashtag #savemyladyjane. Fra i sostenitori degni di nota, anche George R.R. Martin, autore della saga fantasy "Le Cronache del Ghiaccio e del Fuoco".

## Trama
La serie segue le vicende di Jane Grey, nobildonna inglese in linea di successione al trono, ed è ambientata in un XVI secolo fantasy, in cui la popolazione è divisa fra Verity, normali essere umani al vertice della gerarchia sociale, e gli Ethians, dotati del potere di mutare in una forma animale, riuniti in un movimento di resistenza chiamato Pack. 

## Episodi
| Stagione       | Episodi | Prima TV originale | Prima TV Italia |
| -------------- | ------- | ------------------ | --------------- |
| Prima stagione | 8       | 2024               | 2024            |